# 군사 좌표 참조 시스템
군사 좌표 참조 시스템(Military Grid Reference System, MGRS)은 NATO 군대가 지구상의 지점을 찾는 데 사용하는 지리 좌표 표준이다. MGRS는 UTM(Universal Transverse Mercator) 좌표계와 UPS(Universal Polar Stereographic) 좌표계에서 파생되었지만 다른 레이블 규칙을 사용한다. MGRS는 지구 전체의 지오코드로 사용된다. 10자리 좌표라고도 한다.
MGRS 좌표 또는 좌표 참조의 예로는 4QFJ12345678이 있으며, 이는 세 부분으로 구성된다.
- 4Q(좌표 구역 지정자, GZD)
- FJ(100,000m 제곱 식별자)
- 1234 5678(숫자 위치, 동쪽은 1234이고 북쪽은 5678이며, 이 경우 10m 해상도로 위치를 지정)

MGRS 좌표 참조는 지점 참조 시스템(point reference system)이다. '그리드 스퀘어'(grid square)라는 용어가 사용될 때, 제공된 좌표의 정확도에 따라 변의 길이가 10km(6마일), 1km, 100m(328피트), 10m 또는 1m인 사각형을 나타낼 수 있다. (어떤 경우에는 그리드 존 정션(Grid Zone Junction, GZJ)에 인접한 사각형이 잘리므로, 이러한 영역을 설명하는 데는 폴리곤이 더 적합하다.) 숫자 위치의 숫자 개수는 원하는 정확도에 따라 짝수여야 한다. 0, 2, 4, 6, 8 또는 10이다. 정확도 수준을 변경할 때는 동쪽과 북쪽 값을 반올림하지 않고 잘라내어 더 정확한 폴리곤이 덜 정확한 폴리곤의 경계 내에 유지되도록 하는 것이 중요하다. 이와 관련하여 폴리곤의 남서쪽 모서리가 전체 폴리곤의 레이블 지정 지점이 되는 것이 우선한다. 다각형이 정사각형이 아니고 그리드 영역 교차로에 의해 잘린 경우 다각형은 잘리지 않은 것처럼 남서쪽 모서리의 라벨을 유지한다.
- 4Q ......................GZD만, 정밀도 수준 6° × 8°(대부분의 경우)
- 4Q FJ ...................GZD 및 100km 그리드 정사각형 ID, 정밀도 수준 100km
- 4Q FJ 1 6 ...............정밀도 수준 10km
- 4Q FJ 12 67 .............정밀도 수준 1km
- 4Q FJ 123 678 ...........정밀도 수준 100m
- 4Q FJ 1234 6789 .........정밀도 수준 10m
- 4Q FJ 12345 67890 .......정밀도 수준 1m